# Pandémie de Covid-19 au Vanuatu
La pandémie de Covid-19 au Vanuatu démarre officiellement le 4 novembre 2020. À la date du 21 septembre 2022, le bilan est de 14 morts.

## Premières mesures
Lorsque la maladie s'étend à travers le monde, en mars 2020 le Vanuatu ferme ses frontières pour s'en préserver. Le gouvernement initie des mesures d'information de la population quant aux gestes sanitaires à suivre par précaution, et installe des robinets avec savon dans des lieux publics. Les rassemblements de plus de cinq personnes sont un temps interdits, ainsi que les déplacements entre les différentes îles de l'archipel,,,.
Début avril, le pays est fortement frappé par le cyclone Harold, de catégorie 5 (la plus élevée) sur l'échelle de Saffir-Simpson, qui provoque d'importants dégâts matériels et économiques. L'économie du Vanuatu étant par ailleurs dépendante du tourisme international, la combinaison de la fermeture des frontières contre la pandémie et des suites du passage du cyclone génèrent une prévision de contraction économique de 13,5 %, avec de nombreuses pertes de revenus et d'emplois.

## Premier cas
Le 10 novembre, un homme de 23 ans rapatrié depuis les États-Unis le 4 novembre est testé positif au Covid-19 alors qu'il se trouve en quarantaine préventive à Port-Vila, la capitale. Asymptomatique mais venant d'une zone à risque, il avait été isolé des autres passagers dans l'avion. Il est transféré à l'hôpital central de Port-Vila et maintenu à l'isolement. Le Premier ministre Bob Loughman prend la parole pour rassurer la population : le patient ayant été testé durant sa période de quarantaine, le virus ne circule pas dans le pays. Ralph Regenvanu, le chef de l'opposition parlementaire, abonde dans ce sens. Les mesures de précaution dans le pays ne sont pas accrues : la population est appelée à la vigilance, mais les rassemblements dans les espaces publics et privés ne sont pas restreints,,.
Le 2 décembre, le patient ne présente plus de trace du virus et est autorisé à regagner son domicile. Le virus est de ce fait éradiqué du pays.

## Nouveaux cas en 2021
Le 6 mars 2021, le gouvernement révèle que deux étrangers en quarantaine depuis leur arrivée dans le pays en février sont atteints du virus. Tous deux sont asymptomatiques.
Le 11 avril, le corps d'un pêcheur philippin s'échoue sur la côte de l'île vanuataise d'Éfaté. Le 19 avril, des tests révèlent que l'homme était porteur du virus. Tous les déplacements entre Éfaté et les autres îles du pays sont alors suspendus. N'étant pas mort dans le pays, l'homme n'est pas comptabilisé par les autorités comme un cas vanuatais,.
Le 26 avril, le ministère de la Santé annonce que les deux patients arrivés asymptomatiques et non-contagieux sont guéris et ont été autorisés à quitter la zone de quarantaine. Il n'y a alors plus aucun cas actif dans le pays.
Début juin commence une campagne de vaccination dans le pays. La ministre de la Santé Silas Bule et le chef de l'opposition parlementaire, Ralph Regenvanu, sont parmi les cent premiers vaccinés afin d'encourager la population à faire de même.

## Statistiques

Nombre de cas au Vanuatu depuis le début de l'épidémie.

Nombre de morts au Vanuatu depuis le début de l'épidémie.